# Hilmar-Irwin (Californie)
Hilmar-Irwin est une census-designated place du comté de Merced, dans l'État de Californie, aux États-Unis,. En 2020, elle compte une population de 5 164 habitants.